# Gerhard Vinken
Gerhard Vinken (* 15. April 1961 in Hannover) ist ein deutscher Kunsthistoriker und Denkmalwissenschaftler.

## Beruflicher Werdegang
Vinken studierte Kunstgeschichte, Philosophie und Geschichte in Freiburg, Paris und Berlin und wurde 1995 an der Freien Universität Berlin von Heinrich Thelen mit der Arbeit Baustruktur und Heiligenkult. Romanische Sakralarchitektur in der Auvergne promoviert. Vinken habilitierte 2008 an der philosophisch-historischen Fakultät der Universität Bern (Schweiz) in Kunstgeschichte mit der Arbeit Zone Heimat. Altstadt im modernen Städtebau (München/Berlin 2010).
Außeruniversitäre Berufserfahrungen sammelte Vinken als Gebietsreferent am Brandenburgischen Landesamt für Denkmalpflege (1992–1994), als Mitarbeiter in kultur- und denkmalpflegerischen Forschungsprojekten und als freier Autor und Journalist. Er bearbeitete kunsttopographische Standardwerke und lehrte unter anderem an der BTU Cottbus, der Ernst-Moritz-Arndt-Universität Greifswald, der Freien Universität Berlin, der Humboldt-Universität Berlin und in Taschkent/Usbekistan.
2003 bis 2006 vertrat Vinken die Professur für Kunstgeschichte und Architekturtheorie an der RWTH Aachen, 2009 bis 2012 war er Professor für Interdisziplinäre Stadtforschung am Fachbereich Architektur der Technischen Universität Darmstadt. Die Stiftungsprofessur war dem vom Hessischen Ministerium für Wissenschaft und Kunst im Rahmen der Landes-Offensive zur Entwicklung wissenschaftlich-ökonomischer Exzellenz (LOEWE) geförderten Schwerpunkt „Eigenlogik der Städte“ zugeordnet und maßgeblich für die Lehre in der Graduiertenschule / Graduate School for Urban Studies (URBANgrad) verantwortlich. Seit 2012 hat Vinken den Lehrstuhl für Denkmalpflege / Heritage Conservation an der Otto-Friedrich-Universität Bamberg inne. Dort ist er seit 2016 Gründungsmitglied und Mitglied des Leitungsgremiums des Bamberger Forschungszentrums Kompetenzzentrum für Denkmalpflege und Denkmalwissenschaften (KDWT). 2004 und 2006 war Vinken Research Fellow am Internationalen Forschungszentrum für Kulturwissenschaften (IFK) in Wien („Metropolen im Wandel“), 2014/2015 Visiting Scholar der New York University (New York, USA) und 2023 Fellow am Institute for Urban Humanities (IUH) der University of Seoul (Südkorea). 2021/22 erhielt er die „Opus-Magnum“-Förderung der Volkswagen Stiftung für seine Monographie „Kulturerbe als Aufgabe“ (2025).

## Forschung
Nach einer mediävistischen Dissertation verlagerte Vinken, angeregt durch denkmalpflegerisch-praktischen Tätigkeiten und ein von der Gerda-Henkel-Stiftung gefördertes Forschungsprojekt (Altstadt im modernen Städtebau, 2003–2007), seinen Forschungsschwerpunkt in die historische Stadtforschung. Unter dem Eindruck des Spatial turn öffnete er das Forschungsfeld für raumtheoretischen Fragen. Als Research Fellow am Internationalen Forschungszentrum für Kulturwissenschaften (IFK) in Wien und im Rahmen eines DFG-Forschungsnetzwerk Räume der Stadt. Perspektiven einer kunstgeschichtlichen Raumforschung (2004–2007) formulierte er diesen Ansatz auch aus denkmalwissenschaftlicher Perspektive aus. Im Kontext der Professur für interdisziplinäre Stadtforschung an der TU Darmstadt und des LOEWE-Schwerpunkts Eigenlogik der Städte entstanden Arbeiten zu Fragen der Reproduktionslogiken von kulturellem und städtischem Erbe. Weitere Leitfragen seiner Forschung betreffen das „Machen“ von Traditionen und historischen Strukturen in Architektur und Städtebau. Neben Standardwerken zur Genese der Altstadt entstanden Abhandlungen zum Wiederaufbau, zur Rekonstruktionsdebatte und zur städtebaulichen Denkmalpflege, die Fragen wie Bildproduktion, Homogenisierung und Reinigungs- und Reinheitsfantasien vertiefen.
In jüngerer Zeit steht die Auseinandersetzung mit dem Anthropological Turn in der Heritage-Wissenschaften und mit den Critical Heritage Studies im Mittelpunkt von Vinkens Interesse. Arbeiten zu Themen wie Erbe und Emotion, Partizipation, zu kultureller Selbstbestimmung und Verdrängungs- und Marginalisierungsprozessen mündeten in historisch-theoretische Reflektionen der politischen Agenda von kulturellem Erbe.

## Veröffentlichungen (Auswahl)
Monografien
- Baustruktur und Heiligenkult. Romanische Sakralarchitektur in der Auvergne, Wernersche Verlagsgesellschaft, Worms 1997 (Dissertation), ISBN 3-88462-134-3.
- Zone Heimat. Altstadt im modernen Städtebau, Deutscher Kunstverlag, München/Berlin 2010 (Habilitation), ISBN 978-3-422-06937-4.
- Zones of Traditions, Places of Identity. Cities and their Heritage, transcript, Bielefeld 2021, ISBN 978-3-8376-5446-2, doi:10.14361/9783839454466.

Herausgeberschaften
- Denkmal – Werte – Bewertung. Denkmalpflege im Spannungsfeld von Fachinstitution und bürgerschaftlichem Engagement (mit Birgit Franz), Mitzkat, Holzminden 2014, ISBN 978-3-940751-95-9.
- Das Erbe der Anderen. Denkmalpflegerisches Handeln im Zeichen der Globalisierung / The Heritage of the Other. Conservation Considerations in an Age of Globalization. 2 Bände, Universitätsverlag, Bamberg 2015, ISBN 978-3-86309-314-3, ISBN 978-3-86309-315-0.
- Produkt Altstadt. Historische Stadtzentren in Städtebau und Denkmalpflege (mit Carmen M. Enss), transcript, Bielefeld 2016, ISBN 978-3-8394-3537-3, ISBN 978-3-8376-3537-9.
- Das Digitale und die Denkmalpflege. Bestandserfassung – Denkmalvermittlung – Datenarchivierung – Rekonstruktion verlorener Objekte (mit Birgit Franz), Holzminden 2017, ISBN 978-3-95954-030-8 (books.ub.uni-heidelberg.de).
- Denkmal_Emotion. Politisierung – Mobilisierung – Bindung (mit Stephanie Herold), Mitzkat, Holzminden 2021, ISBN 978-3-95954-109-1 (books.ub.uni-heidelberg.de).